# Батальйон «Печерськ»
Батальйон «Печерськ» — добровольче українське збройне формування, що брало участь у війні на сході України. 

## Історія
Батальйон було створено на основі активістів української суспільно-політичної організації Український Національний Союз, самооборони Печерського району міста Києва, громадської організації «Модний вирок», до складу батальйону увійшли ультрас Динамо Київ, Металіст Харків, ЦСКА Київ та ін., також проводився набір нових добровольців.

### Участь у бойових діях
Станом на початок вересня 2014 року на фронті знаходилась сотня бійців батальйону. Бійці підрозділу воювали трофейною зброєю, захопленою, у тому числі, у боях під Луганськом. 5 вересня 2014 року підрозділ звернувся до міністра оборони України Валерія Гелетея з проханням надати йому офіційний статус і забезпечити зброєю. В результаті цього частина батальйону була переведена до 12-го батальйону територіальної оборони. Станом на 19 вересня 2014, військовослужбовці батальйону несли службу на 4 блокпостах у декількох районах Луганської області. У кінці грудня 2014 року підрозділ було роззброєно і виведено з зони бойових дій.

### Розформування
В березні 2015 року батальйон було розформовано через нестачу фінансування. Особовий склад батальйону було переведено у 26-ту окрему артилерійську бригаду, 92-гу окрему механізовану бригаду, 3-й полк спеціального призначення і батальйон патрульної служби міліції особливого призначення «Слобожанщина».

## Інциденти
З квітня 2015 року журналісти видання #БУКВИ звинуватили, на той момент розформований, батальйон «Печерськ» у рекеті. Колишній командир батальйону Голтвянський Олег Миколайович спростував це в своєму інтерв'ю.

## Командування
- Капітан Панов, Ігор Валерійович (червень 2014)
- Молодший лейтенант Голтвянський Олег Миколайович (червень — грудень 2014)
- Капітан Якимчук, Ігор Михайлович (грудень 2014—березень 2015)[21]